# Villarejo del Valle
Villarejo del Valle é um município da Espanha na província de Ávila, comunidade autónoma de Castela e Leão, de área 41,74 km² com população de 485 habitantes (2004) e densidade populacional de 11,62 hab/km².

## Localização
Localiza-se no sul da província de Ávila.
| Noroeste: San Martín del Pimpollar | Norte: Hoyocasero | Nordeste: Navalosa             |
| Oeste: Cuevas del Valle            |                   | Este: San Esteban del Valle    |
| Sudoeste: Mombeltrán               | Sul: Mombeltrán   | Sudeste: San Esteban del Valle |

## Demografia
| Variação demográfica do município entre 1991 e 2004 | Variação demográfica do município entre 1991 e 2004 | Variação demográfica do município entre 1991 e 2004 | Variação demográfica do município entre 1991 e 2004 |
| --------------------------------------------------- | --------------------------------------------------- | --------------------------------------------------- | --------------------------------------------------- |
| 1991                                                | 1996                                                | 2001                                                | 2004                                                |
| 466                                                 | 510                                                 | 506                                                 | 485                                                 |